# سيطرة على الدولة
السيطرة على الدولة هي نوع من أنواع الفساد السياسي من حيث إن أصحاب المصالح الخاصة يؤثرون تأثيرًا كبيرًا على عملية صنع القرار في الدولة لمصالحهم الشخصية من خلال قنوات غير مشروعة وغير واضحة. وقد يكون التأثير من خلال مجموعة من مؤسسات الدولة بما في ذلك المؤسسات التشريعية والتنفيذية والوزارات والهيئات القضائية. وهذا يشابهه السيطرة على الجهات التنظيمية ولكنه يختلف عبر الهيئات الكثيرة المتنوعة من حيث ما هي الهيئة التي قد تقوم بذلك وما هو السبب، وعلى عكس السيطرة على الجهات التنظيمية، فالتأثير لا يكون بشكل علني مطلقًا.